# Controrivoluzione
Il termine controrivoluzione indica l'insieme dei movimenti politici e militari nati in reazione alle rivoluzioni politiche verificatesi in Europa e nel resto del mondo a partire dal XVIII secolo, ovvero che hanno avuto come fine ultimo il ristabilimento dell'ordine preesistente.
(D.B. Panetta, Il pensiero controrivoluzionario, Historica/Giubilei Regnani, Roma 2020, p. 45.)
Esempi di "controrivoluzione" furono le guerre di Vandea durante la Rivoluzione francese, le insorgenze antifrancesi, la Restaurazione e il brigantaggio postunitario in Italia, o il movimento dei Cristeros durante la Rivoluzione messicana. Nella storiografia, gli ordini politici instaurati dai rivoluzionari vengono definiti "democratici" o "liberali". Gli stessi rivoluzionari definiscono le controrivoluzioni come un'involuzione o "reazione" antidemocratica.
Vi sono stati casi, invece, in cui una controrivoluzione è stata realizzata da forze liberali o democratiche: ad esempio la rivoluzione ungherese del 1956, le cosiddette rivoluzioni del 1989 (come la rivoluzione di velluto in Cecoslovacchia e la rivoluzione rumena) furono in realtà delle controrivoluzioni anticomuniste che tentarono di instaurare, o riuscirono a farlo, uno stato democratico, eliminando gli effetti delle rivoluzioni marxiste-leniniste volute dai filo-sovietici.

Un altro esempio è l'Iran, dove i dissidenti al regime vengono accusati dagli ayatollah di essere controrivoluzionari (sebbene la rivoluzione khomeinista abbia avuto essa stessa tratti di controrivoluzione tradizionale opponendo l'islamismo alla rivoluzione bianca modernizzatrice imposta dalla monarchia Pahlavi).

## La controrivoluzione durante il XIX secolo in Italia
In Italia la reazione alla rivoluzione si ebbe:
- nel campo delle idee, tramite la fondazione di numerose associazioni e movimenti;
- in campo militare, attraverso rivolte armate dette insorgenze antifrancesi.

### Il campo delle idee
Nel periodo giacobino e poi in quello napoleonico i principali centri di idee controrivoluzionarie furono le società segrete cattoliche. Operanti in diversi paesi europei (Francia compresa), si diffusero anche in Italia. La causa scatenante fu lo scioglimento della Compagnia di Gesù, avvenuto nel 1773. Per questo un gruppo di cattolici tradizionalisti, in reazione allo scioglimento (considerato una vittoria del pensiero illuminista), fondò a Torino nel 1779 l'«Amicizia Cristiana». Se illuministi, e dopo di loro i rivoluzionari, avevano diffuso le loro idee attraverso libri e pamphlet, così il fulcro delle attività delle Amicizie divenne la diffusione, secondo la terminologia usata, "delle buone idee e dei buoni libri".
L'associazione era segreta; i seguaci dovevano coltivare le virtù teologali e fare voto di obbedienza. Nelle riunioni settimanali si commentavano gli eventi politici, religiosi e culturali e si studiavano le idee e la dottrina dei giacobini e dei rivoluzionari italiani in genere. I pamphlet dell'«Amicizia Cristiana» erano tutti scritti a mano, essendo l'attività di stampa soggetta ad autorizzazione pubblica. Appena scritti, venivano copiati e poi diffusi a Torino e in Piemonte. Gli argomenti più diffusi erano: il Concordato, la Costituzione civile del clero, il Primato di Pietro, il gallicanesimo e il giansenismo.
Il sacerdote Pio Brunone Lanteri (1759-1830) fu al vertice dell'«Amicizia Cristiana» dal 1798; fu autore di circa trenta pamphlet in cui confutò le teorie rivoluzionarie. Quando papa Pio VII fu arrestato da Napoleone, fu l'«Amicizia Cristiana» a far pervenire di nascosto nel convento di Savona, dove il pontefice era rinchiuso, i documenti giuridici e le fonti dottrinali che servirono al pontefice per la scomunica del generale. La reazione di Napoleone non si fece attendere: ordinò di indagare in Piemonte finché la società segreta fu scoperta e disciolta.
La società fu ricostituita dopo la caduta definitiva del generale (aprile 1814). Il 3 marzo 1817 si diede un nuovo nome: «Amicizia Cattolica». Nel Regno di Sardegna durante la Restaurazione poté operare liberamente. Tornò a guidarla don Pio Brunone Lanteri, che ne rimase presidente sino alla morte (1830). Le associazioni come l'«Amicizia Cattolica» ebbero un ruolo determinante all'interno del movimento tradizionalista anche nel nuovo assetto politico creato dopo la caduta di Napoleone.
Nello Stato Pontificio le associazioni controrivoluzionarie trassero origine da un sodalizio politico-religioso, la "Santa Unione" (più noto come "Pacifici"), il quale aveva come principio-guida il motto evangelico Beati pacifici quia filii Dei vocabuntur ("Beati gli operatori di pace perché saranno chiamati figli di Dio"). L'associazione sorse (prima del 1815) nello Stato Pontificio, per difendere la religione, i privilegi di Roma ed il dominio temporale. Ne fecero parte intellettuali, nobili, militari, certamente uomini di Curia. A Imola fu creata nel 1825 la "Società dei Calabibliòfili" (pubblicava libri in difesa della religione cattolica).
Nel campo delle idee, i cattolici italiani subirono l'influsso dei francesi Louis de Bonald, Lamennais (periodo «intransigente» 1809-1826) e Joseph de Maistre (esponente del pensiero ultramontano, fu membro dell'«Amicizia Cristiana»). Essi difesero la tradizione come fonte di verità, vedendo nella Chiesa valori etici e storici da difendere contro l'Illuminismo. I maggiori esponenti italiani della controrivoluzione furono:
- Antonio Capece Minutolo, principe di Canosa (1768-1838). Fu un punto di riferimento soprattutto durante gli anni della Restaurazione. Durante i giorni decisivi della battaglia tra lazzari e francesi a Napoli, egli rifiutò la trattativa coi giacobini per avvalorare il diritto della nobiltà, per antico privilegio, di assumere il governo in assenza del Re. Con la proclamazione della Repubblica fu arrestato; in carcere continuò la battaglia antirivoluzionaria. Scoperto, fu condannato a morte. Gli fu offerta la libertà a patto di farsi portavoce del governo rivoluzionario presso l'Esercito della Santa Fede. Il Canosa effettuò la sua ambasciata e rivelò al cardinale Ruffo, comandante dell'Armata sanfedista, tutte le informazioni di cui disponeva sulle difese della città. Negli anni della Restaurazione spese le sue energie interamente al servizio del Trono e dell'Altare: fu ministro del governo borbonico, operò anche negli altri stati italiani finanziando associazioni cattoliche, organizzò milizie controrivoluzionarie (a Modena i "Volontari estensi", a Roma i "Centurioni"). Fu in contatto con i principali intellettuali tradizionalisti dell'epoca (da J. de Maistre a Lamennais, da Solaro della Margherita a Monaldo Leopardi), collaborò a riviste e scrisse varie opere.
- Clemente Solaro della Margarita (1792-1869). Piemontese, la sua vita politica fu molto attiva, prima come diplomatico, poi come ministro degli Esteri di Carlo Alberto (1835), quindi come deputato al parlamento piemontese, ove divenne uno dei principali, se non il principale oppositore di Cavour.
- Monaldo Leopardi (1776-1847), recanatese, padre del celeberrimo poeta Giacomo, fu uno dei principali sostenitori del vecchio regime nel periodo della Restaurazione. Fu autore di opere letterarie e satire. La sua visione legalitaria e aristocratica è espressa sia nell'Autobiografia, sia nei diversi saggi che pubblicò, sia negli articoli della rivista che diresse (La Voce della Ragione, pubblicato a Roma).
- Luigi Taparelli d'Azeglio, gesuita, fratello di Massimo, politico liberale. Fu tra i fondatori e i collaboratori più assidui della Civiltà Cattolica (a Napoli). A Roma divenne il consigliere di Pio IX.
- Antonio Bresciani (1798-1862), gesuita trentino, fu tra i fondatori de La Civiltà Cattolica.

### Il campo militare
Dal 1796 e fino al 1814, si verificarono insorgenze controrivoluzionarie in tutti gli stati italiani. Le più note avvennero in Val Trompia, a Verona, in Tirolo e in Calabria. Nella fase spesso definita "giacobina" (1796-1799) la controrivoluzione - fenomeno di massa, con radici popolari - fu stimolata alla lotta dalla presenza in Italia di un esercito, quello francese, venuto ad imporre la politica egemonica della Francia seguita alla rivoluzione francese e a sostenere, con le armi, i fautori delle idee rivoluzionarie. Lo scontro, a livello di insurrezione e di lotta armata, fu la conseguenza di questo stato di cose.
Nel 1799 e nel 1809 le insorgenze coinvolsero gran parte della penisola. Nacquero le "masse cristiane", ovvero formazioni militari controrivoluzionarie organizzate. Tra esse, le più conosciute furono Viva Maria e l'Esercito della Santa Fede.
Nel periodo post-1814 sono da ricordare:
- la lotta armata legittimista;
- il corpo degli Zuavi pontifici.

### Giornali controrivoluzionari
- A Torino: L'Amico d'Italia, periodico ufficiale dell'«Amicizia Cattolica», a cadenza mensile, fondato nel gennaio 1822 dal marchese Cesare d'Azeglio. Chiamò a collaborarvi, tra gli altri, Antonio Rosmini e Antonio Capece Minutolo[7]. Il fondatore proseguì praticamente da solo la compilazione della rivista fino al 1829, quando gravi problemi di salute gli impedirono di proseguire;
- A Modena:
  - Memorie di Religione, di Morale e di Letteratura. Il giornale fu fondato da Giuseppe Baraldi nel 1822 e diretto dal medesimo. Dopo la sua scomparsa, la rivista passò ai Soliani. La rivista fu pubblicata dal 1822 al 1832 (morte di Baraldi); poi dal 1832 al 1844 e dal 1845 al 1855;
  - La Voce della Verità, pubblicata dall'agosto 1831 al giugno 1841. Fu diretta dallo storiografo Cesare Carlo Galvani (1801-1863);
  - L'amico della Gioventù (novembre 1831-gennaio 1837).
- A Roma: La Voce della Ragione. Il giornale nacque nel 1832 (n. 1: 31 maggio) su impulso del tipografo pesarese Annesio Nobili, che lo finanziò. Direttore politico fu Monaldo Leopardi. Fu pubblicato fino al 1835.
- A Napoli: Enciclopedia ecclesiastica e Morale (giugno 1821 - ottobre 1822) di Padre Gioacchino Ventura (siciliano), fondata su consiglio del principe Canosa. Durò fino al 1824, quando fu chiamato a Roma dall'ordine dei Teatini. In poco tempo si pose alla guida del Giornale ecclesiastico, cui pose alla direzione padre Jabolot (1825). Però un anno dopo fu soppresso su esplicita richiesta di Piemonte, Francia ed Austria.

## La controrivoluzione nella storiografia

### La visione degli autori tradizionalisti cattolici
Il termine è anche utilizzato da alcuni scrittori cattolici, tra cui Plinio Corrêa de Oliveira (Rivoluzione e Controrivoluzione), per indicare l'insieme delle misure e delle proposte volte all'opposizione alle varie fasi rivoluzionarie, successive e concatenate, che hanno dissestato i principi tradizionalisti del cattolicesimo a partire dall'età moderna fino ai giorni nostri.
In questo senso più ampio, il termine controrivoluzione presuppone una visione metastorica che individua nell'umanesimo ateo e nel protestantesimo, nelle rivoluzioni liberali e nel modernismo, nelle rivoluzioni comuniste, nazionalsocialista e fasciste e nelle rivoluzioni dei costumi sociali e culturali tappe successive di un progressivo disvelamento dell'azione satanica, volta ad instaurare nel mondo un regno dell'uomo in opposizione al regno di Dio, anche se non bisogna dimenticare che molti esponenti del cattolicesimo tradizionalista si riconobbero nel cosiddetto fascismo clericale, come nella Spagna franchista, nell'Austrofascismo e nel movimento degli Ustascia.
Il tema dello scontro tra bene e male che è alla base dell'idea di controrivoluzione ha nel Cattolicesimo innumerevoli precedenti, a partire dalla Sacra Scrittura fino a classici come La Città di Dio di Sant'Agostino e Il problema dell'ora presente di Henri Delassus.
Vari sono i rappresentanti di questa scuola: Juan Donoso Cortés, Joseph de Maistre, Sebastiano Ayala, Francisco Elías de Tejada, il succitato Plinio Corrêa de Oliveira, Nicolás Gómez Dávila, José Pedro Galvão de Sousa, Giovanni Cantoni. e molti altri.